# École freudienne de Paris
L'École freudienne de Paris est une société psychanalytique fondée par Jacques Lacan en 1964. Elle est dissoute en 1980.

## Fondation de l'École freudienne de Paris
En 1964, la Société française de psychanalyse créée par Jacques Lacan et les psychanalystes les plus proches de lui après leur départ de la Société psychanalytique de Paris est dissoute. Jacques Lacan fonde alors l'École freudienne de Paris.

## Spécificités

### L'analyse
Parmi les concepts énoncés par Jacques Lacan, certains touchent au cadre même de la cure psychanalytique - à commencer par son fond. En effet, l'analyste interprète en considérant une primauté du signifiant, afin de ne pas se perdre dans son propre imaginaire. Les autres analystes s'échoueraient donc dans une psychologisation risquée, ignorante du discours propre de l'analysant. 
Le transfert et le contre-transfert sont conçus comme divisions arbitraires d'un même phénomène. Un point d'importance est la prise en compte du désir de l'analyste. 
Lacan promeut la séance courte.

### La formation didactique
Pour Lacan, l'opposition classique entre simple psychanalyse et formation didactique est artificielle : il s'agit d'une seule et même chose. L'analyste est formé à entendre le désir. 
Lacan proposa en 1967 la procédure de la « passe », qui fut par la suite appliquée. Son but était d'éclairer « l'ombre épaisse » recouvrant le passage du psychanalysant au psychanalyste. Il s'agissait de « la mise en place d'une enquête : comment quelqu'un, après une expérience analytique, pouvait-il se mettre en situation de devenir analyste? » Si le témoignage était considéré en mesure d'apporter une contribution sur ce point, son auteur était nommé AE, « Analyste de l'École ».  
L'introduction de cette nouvelle procédure fut à l'origine de dissensions et de ruptures à l'intérieur du mouvement lacanien, notamment de la part de Piera Aulagnier, François Perrier, Jean-Paul Valabrega, Octave Mannoni et Maud Mannoni, et beaucoup d'autres.

### Vers la dissolution
Jacques Lacan fait un premier accident cérébral en 1979. Son gendre, Jacques-Alain Miller, qui est également l'exécuteur testamentaire de Lacan, transforme le Champ freudien en association loi de 1901, et y rattache la section clinique et la formation permanente. Un certain nombre de psychanalystes espéraient voir Françoise Dolto succéder à Lacan mais, en 1980, Jacques Lacan fait paraître dans Le Monde un article prononçant la dissolution de l'EFP. Un vote en ce sens eut lieu, suivi de la dissolution. Cette dissolution contribua à fragmenter davantage le mouvement lacanien français, désormais représenté par de nombreux groupes.